# Delft Dragons
Les Delft Dragons est un club néerlandais de football américain basé à Delft. 

## Palmarès
- Vice-champion des Pays-Bas : 2006
- Champion des Pays-Bas D2 : 2004